# Klon francuski
Klon francuski, klon trójklapowy (Acer monspessulanum L.) – gatunek drzewa z rodziny mydleńcowatych (Sapindaceae). W obrębie rodzaju sklasyfikowany do sekcji Acer i serii Monspessulana. Występuje naturalnie w południowej i zachodniej Europie, południowo-zachodniej Azji oraz w północnej Afryce. W Polsce można go spotkać w Ogrodzie Botanicznym UW przy Łazienkach oraz w arboretum w Kórniku.

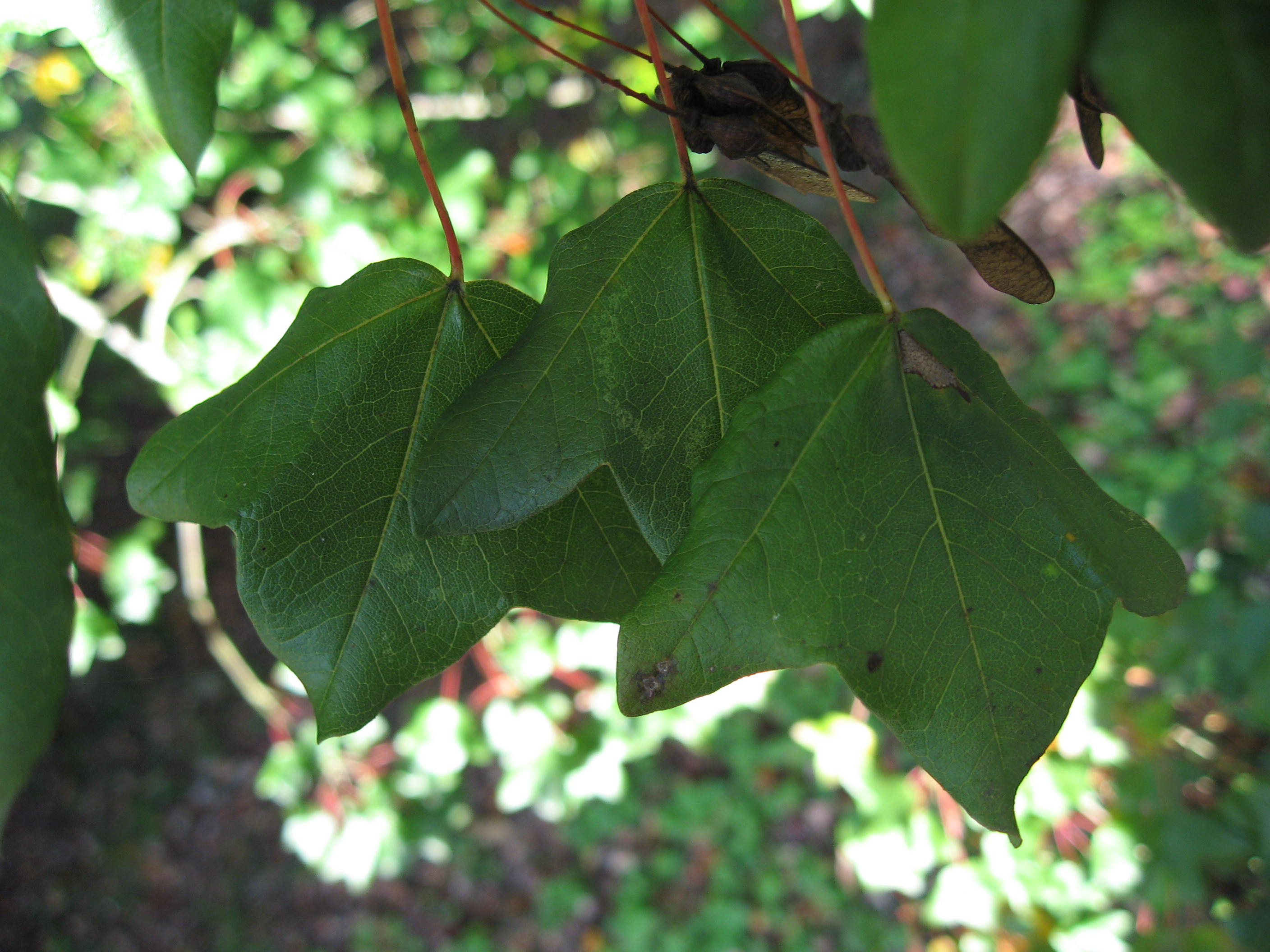
Liście

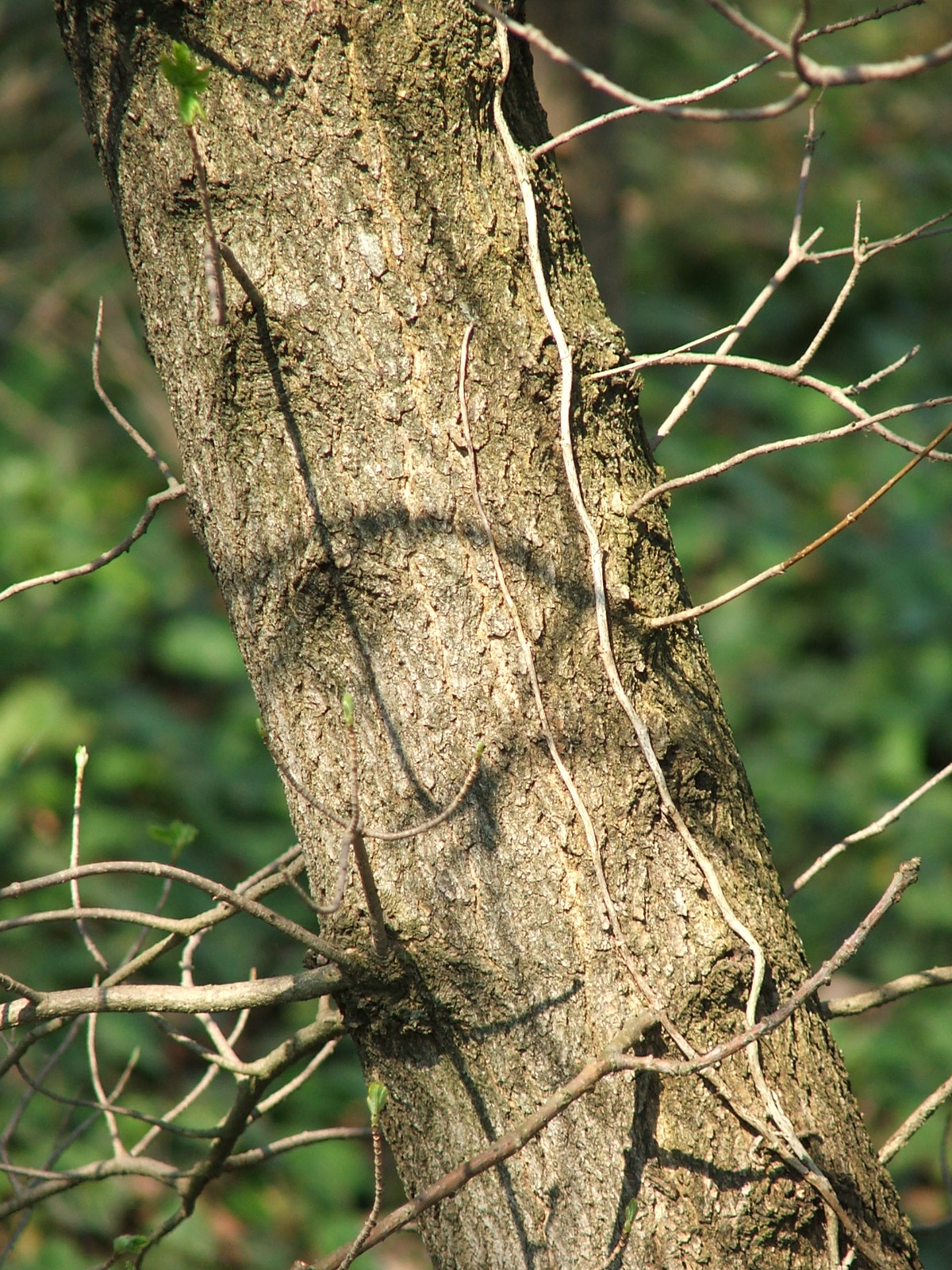
Kora

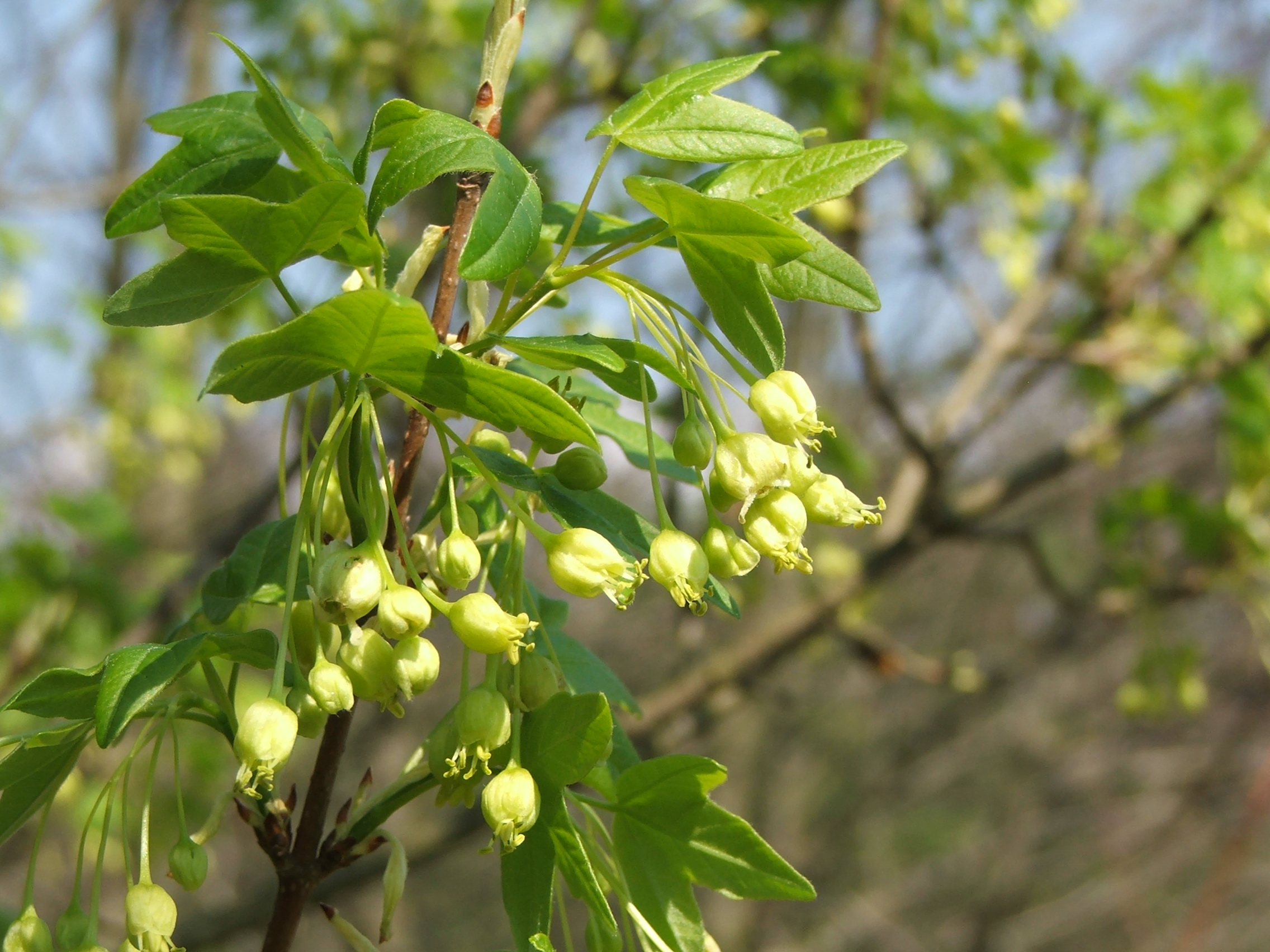
Kwiaty

## Morfologia
PokrójDrzewo posiada nieregularny pokrój, który często przybiera kulistą, gęstą formę. Z tego względu może być często mylony z klonem polnym. Dorasta do 15 m wysokości.
KoraKora ma ciemnoszarą barwę. Jest gęsto spękana.
LiścieUlistnienie naprzeciwległe. Liście są drobne, trójklapowe, błyszczące. Boczne klapy są lekko rozchylone. Są całobrzegie, nie posiadają ząbków. Szerokie na 3–8 cm. Z wierzchu są ciemnozielone, natomiast od spodu sinozielone. W dotyku są skórzaste. Osadzone na długim ogonku.
KwiatyKwiaty są małe i mają żółtą barwę. Są zebrane w okazałe baldachy, które wystają przed liśćmi. Kwitną na przełomie kwietnia i maja.
OwoceSkrzydlaki, zrośnięte ze sobą pod kątem ostrym. Mają długość 2-2,5 cm. Mają czerwonawą barwę.

## Biologia
Fanerofit. Naturalnie występuje w suchych i ciepłych lasach. Nie jest w pełni odporny na mróz. Preferuje gleby jałowe. Dobrze rośnie na stanowiskach słonecznych lub w półcieniu. Dożywa około 120 lat.